# Trevor Peacock
Trevor Peacock (Tottenham, 19 de maio de 1931 – 8 de março de 2021) foi um ator britânico de teatro e televisão, roteirista e compositor.

## Carreira na televisão e no cinema
Natural de Tottenham, Peacock é filho de Alexandria e Victor Edward Peacock. Seus papéis na televisão incluem Jim Trott em The Vicar of Dibley, Rouault em Madame Bovary (contrário de Keith Barron), Quilp em The Old Curiosity Shop e Old Bailey em Neverwhere.

## Carreira no teatro
Peacock atuou no teatro ao longo de sua carreira e tem sido particularmente associado com a Royal Exchange, Manchester. Além de desempenhar em muitas produções desde que o teatro foi inaugurado em 1976, ele também escreveu uma série de shows para a empresa. Estes incluem:
- Leaping Ginger. Estreia mundial, dirigido por Braham Murray com Christopher Neil (1977)
- Cinderela. Estreia mundial, dirigido por Anthony Bowles e Michele Hardy com Wendy Morgan e Gabrielle Drake (1979)
- Andy Capp escrito com Alan Price. Estreia mundial, dirigido por Braham Murray com Tom Courtenay, Alan Price e Michael Mueller (1982)
- Class K com Judy Loe, Colin Prockter e Rosalind Knight (1985)
- Jack and the Giant. Estreia mundial, dirigido por Mervyn Willis com Jason Watkins (1986).

## Vida pessoal
Peacock é pai dos atores Daniel Peacock e Harry Peacock.
Morreu em 8 de março de 2021, aos 89 anos de idade, de complicações da demência.